# Baskerlandet Rundt 2022
Baskerlandet Rundt 2022 var den 61. udgave af det spanske etapeløb Baskerlandet Rundt. Cykelløbets seks etaper blev kørt i Baskerlandet fra 4. til 9. april 2022. Løbet var trettende arrangement på UCI World Tour 2022. Den samlede vinder af løbet blev colombianske Daniel Martínez fra Ineos Grenadiers.

## Etaperne
| Etape    | Dato    | Start – Mål               | type              | Afstand (km) | Elevation (m) | Etapevinder        | Førende rytter  |
| -------- | ------- | ------------------------- | ----------------- | ------------ | ------------- | ------------------ | --------------- |
| 1. etape | 4. apr. | Hondarribia – Hondarribia | enkeltstart       | 7,5          | 100 m         | Primož Roglič      | Primož Roglič   |
| 2. etape | 5. apr. | Leitza – Viana            | kuperet etape     | 207,9        | 2.625 m       | Julian Alaphilippe | Primož Roglič   |
| 3. etape | 6. apr. | Laudio/Llodio – Amurrio   | middel bjergetape | 181,7        | 3.278 m       | Pello Bilbao       | Primož Roglič   |
| 4. etape | 7. apr. | Vitoria-Gasteiz – Zamudio | middel bjergetape | 185,6        | 2.703 m       | Daniel Martínez    | Primož Roglič   |
| 5. etape | 8. apr. | Zamudio – Mallabia        | bjergetape        | 163,7        | 3.485 m       | Carlos Rodríguez   | Remco Evenepoel |
| 6. etape | 9. apr. | Eibar – Arrate            | bjergetape        | 135,6        | 3.636 m       | Jon Izagirre       | Daniel Martínez |

### 1. etape
| Hondarribia - Hondarribia | enkeltstart | (7,5 km) |

| \| Etaperesultat \| Etaperesultat \| Etaperesultat \| Etaperesultat \| Etaperesultat \| \| Rytter \| Rytter \| Hold \| Tid \| \| \| ------------- \| ---------------- \| ---------------------- \| ------------- \| ------------- \| \| 1. \| Primož Roglič \| Jumbo-Visma \| 9' 48" \| \| \| 2. \| Remco Evenepoel \| Quick-Step Alpha Vinyl \| + 5" \| \| \| 3. \| Rémi Cavagna \| Quick-Step Alpha Vinyl \| + 16" \| \| \| 4. \| Geraint Thomas \| Ineos Grenadiers \| + 18" \| \| \| 5. \| Adam Yates \| Ineos Grenadiers \| + 18" \| \| \| 6. \| Aleksandr Vlasov \| Bora-Hansgrohe \| + 18" \| \| \| 7. \| Bruno Armirail \| Groupama-FDJ \| + 20" \| \| \| 8. \| Jon Izagirre \| Cofidis \| + 20" \| \| \| 9. \| Jonas Vingegaard \| Jumbo-Visma \| + 20" \| \| \| 10. \| Ben Tulett \| Ineos Grenadiers \| + 21" \| \| |                  |                        |        |
| |                  |                        |        |
| Kilde: ProCyclingStats |                  |                        |        |
| Etaperesultat |                  |                        |        |
| Rytter | Rytter           | Hold                   | Tid    |
| 1. | Primož Roglič    | Jumbo-Visma            | 9' 48" |
| 2. | Remco Evenepoel  | Quick-Step Alpha Vinyl | + 5"   |
| 3. | Rémi Cavagna     | Quick-Step Alpha Vinyl | + 16"  |
| 4. | Geraint Thomas   | Ineos Grenadiers       | + 18"  |
| 5. | Adam Yates       | Ineos Grenadiers       | + 18"  |
| 6. | Aleksandr Vlasov | Bora-Hansgrohe         | + 18"  |
| 7. | Bruno Armirail   | Groupama-FDJ           | + 20"  |
| 8. | Jon Izagirre     | Cofidis                | + 20"  |
| 9. | Jonas Vingegaard | Jumbo-Visma            | + 20"  |
| 10. | Ben Tulett       | Ineos Grenadiers       | + 21"  |

| \| Samlede stilling \| Samlede stilling \| Samlede stilling \| Samlede stilling \| Samlede stilling \| \| Rytter \| Rytter \| Hold \| Tid \| \| \| ---------------- \| ---------------- \| ---------------------- \| ---------------- \| ---------------- \| \| 1. \| Primož Roglič \| Jumbo-Visma \| 9' 48" \| \| \| 2. \| Remco Evenepoel \| Quick-Step Alpha Vinyl \| + 5" \| \| \| 3. \| Rémi Cavagna \| Quick-Step Alpha Vinyl \| + 16" \| \| \| 4. \| Geraint Thomas \| Ineos Grenadiers \| + 18" \| \| \| 5. \| Adam Yates \| Ineos Grenadiers \| + 18" \| \| \| 6. \| Aleksandr Vlasov \| Bora-Hansgrohe \| + 18" \| \| \| 7. \| Bruno Armirail \| Groupama-FDJ \| + 20" \| \| \| 8. \| Jon Izagirre \| Cofidis \| + 20" \| \| \| 9. \| Jonas Vingegaard \| Jumbo-Visma \| + 20" \| \| \| 10. \| Ben Tulett \| Ineos Grenadiers \| + 21" \| \| |                  |                        |        |
| |                  |                        |        |
| Kilde: ProCyclingStats |                  |                        |        |
| Samlede stilling |                  |                        |        |
| Rytter | Rytter           | Hold                   | Tid    |
| 1. | Primož Roglič    | Jumbo-Visma            | 9' 48" |
| 2. | Remco Evenepoel  | Quick-Step Alpha Vinyl | + 5"   |
| 3. | Rémi Cavagna     | Quick-Step Alpha Vinyl | + 16"  |
| 4. | Geraint Thomas   | Ineos Grenadiers       | + 18"  |
| 5. | Adam Yates       | Ineos Grenadiers       | + 18"  |
| 6. | Aleksandr Vlasov | Bora-Hansgrohe         | + 18"  |
| 7. | Bruno Armirail   | Groupama-FDJ           | + 20"  |
| 8. | Jon Izagirre     | Cofidis                | + 20"  |
| 9. | Jonas Vingegaard | Jumbo-Visma            | + 20"  |
| 10. | Ben Tulett       | Ineos Grenadiers       | + 21"  |

### 2. etape
| Leitza - Viana | kuperet etape | (207,9 km) |

| \| Etaperesultat \| Etaperesultat \| Etaperesultat \| Etaperesultat \| Etaperesultat \| \| Rytter \| Rytter \| Hold \| Tid \| \| \| ------------- \| ------------------ \| ---------------------------------- \| ------------- \| ------------- \| \| 1. \| Julian Alaphilippe \| Quick-Step Alpha Vinyl \| 5t 04' 35" \| \| \| 2. \| Fabien Doubey \| TotalEnergies \| + 0" \| \| \| 3. \| Quinten Hermans \| Intermarché-Wanty-Gobert Matériaux \| + 0" \| \| \| 4. \| Hugo Houle \| Israel-Premier Tech \| + 0" \| \| \| 5. \| Orluis Aular \| Caja Rural-Seguros RGA \| + 0" \| \| \| 6. \| Gotzon Martín \| Euskaltel-Euskadi \| + 0" \| \| \| 7. \| Adam Yates \| Ineos Grenadiers \| + 0" \| \| \| 8. \| David Gaudu \| Groupama-FDJ \| + 0" \| \| \| 9. \| Remco Evenepoel \| Quick-Step Alpha Vinyl \| + 0" \| \| \| 10. \| Maxim Van Gils \| Lotto-Soudal \| + 0" \| \| |                    |                                    |            |
| |                    |                                    |            |
| Kilde: ProCyclingStats |                    |                                    |            |
| Etaperesultat |                    |                                    |            |
| Rytter | Rytter             | Hold                               | Tid        |
| 1. | Julian Alaphilippe | Quick-Step Alpha Vinyl             | 5t 04' 35" |
| 2. | Fabien Doubey      | TotalEnergies                      | + 0"       |
| 3. | Quinten Hermans    | Intermarché-Wanty-Gobert Matériaux | + 0"       |
| 4. | Hugo Houle         | Israel-Premier Tech                | + 0"       |
| 5. | Orluis Aular       | Caja Rural-Seguros RGA             | + 0"       |
| 6. | Gotzon Martín      | Euskaltel-Euskadi                  | + 0"       |
| 7. | Adam Yates         | Ineos Grenadiers                   | + 0"       |
| 8. | David Gaudu        | Groupama-FDJ                       | + 0"       |
| 9. | Remco Evenepoel    | Quick-Step Alpha Vinyl             | + 0"       |
| 10. | Maxim Van Gils     | Lotto-Soudal                       | + 0"       |

| \| Samlede stilling \| Samlede stilling \| Samlede stilling \| Samlede stilling \| Samlede stilling \| \| Rytter \| Rytter \| Hold \| Tid \| \| \| ---------------- \| ---------------- \| ---------------------- \| ---------------- \| ---------------- \| \| 1. \| Primož Roglič \| Jumbo-Visma \| 5t 04' 35" \| \| \| 2. \| Remco Evenepoel \| Quick-Step Alpha Vinyl \| + 5" \| \| \| 3. \| Rémi Cavagna \| Quick-Step Alpha Vinyl \| + 16" \| \| \| 4. \| Geraint Thomas \| Ineos Grenadiers \| + 18" \| \| \| 5. \| Adam Yates \| Ineos Grenadiers \| + 18" \| \| \| 6. \| Aleksandr Vlasov \| Bora-Hansgrohe \| + 18" \| \| \| 7. \| Bruno Armirail \| Groupama-FDJ \| + 20" \| \| \| 8. \| Jon Izagirre \| Cofidis \| + 20" \| \| \| 9. \| Jonas Vingegaard \| Jumbo-Visma \| + 20" \| \| \| 10. \| Ben Tulett \| Ineos Grenadiers \| + 21" \| \| |                  |                        |            |
| |                  |                        |            |
| Kilde: ProCyclingStats |                  |                        |            |
| Samlede stilling |                  |                        |            |
| Rytter | Rytter           | Hold                   | Tid        |
| 1. | Primož Roglič    | Jumbo-Visma            | 5t 04' 35" |
| 2. | Remco Evenepoel  | Quick-Step Alpha Vinyl | + 5"       |
| 3. | Rémi Cavagna     | Quick-Step Alpha Vinyl | + 16"      |
| 4. | Geraint Thomas   | Ineos Grenadiers       | + 18"      |
| 5. | Adam Yates       | Ineos Grenadiers       | + 18"      |
| 6. | Aleksandr Vlasov | Bora-Hansgrohe         | + 18"      |
| 7. | Bruno Armirail   | Groupama-FDJ           | + 20"      |
| 8. | Jon Izagirre     | Cofidis                | + 20"      |
| 9. | Jonas Vingegaard | Jumbo-Visma            | + 20"      |
| 10. | Ben Tulett       | Ineos Grenadiers       | + 21"      |

### 3. etape
| Laudio/Llodio - Amurrio | middel bjergetape | (181,7 km) |

| \| Etaperesultat \| Etaperesultat \| Etaperesultat \| Etaperesultat \| Etaperesultat \| \| Rytter \| Rytter \| Hold \| Tid \| \| \| ------------- \| ------------------ \| ---------------------- \| ------------- \| ------------- \| \| 1. \| Pello Bilbao \| Bahrain Victorious \| 4t 35' 24" \| \| \| 2. \| Julian Alaphilippe \| Quick-Step Alpha Vinyl \| + 0" \| \| \| 3. \| Aleksandr Vlasov \| Bora-Hansgrohe \| + 0" \| \| \| 4. \| David Gaudu \| Groupama-FDJ \| + 0" \| \| \| 5. \| Enric Mas \| Movistar Team \| + 0" \| \| \| 6. \| Pierre Latour \| TotalEnergies \| + 0" \| \| \| 7. \| Primož Roglič \| Jumbo-Visma \| + 0" \| \| \| 8. \| Jon Izagirre \| Cofidis \| + 0" \| \| \| 9. \| Jonas Vingegaard \| Jumbo-Visma \| + 0" \| \| \| 10. \| Rigoberto Urán \| EF Education-EasyPost \| + 0" \| \| |                    |                        |            |
| |                    |                        |            |
| Kilde: ProCyclingStats |                    |                        |            |
| Etaperesultat |                    |                        |            |
| Rytter | Rytter             | Hold                   | Tid        |
| 1. | Pello Bilbao       | Bahrain Victorious     | 4t 35' 24" |
| 2. | Julian Alaphilippe | Quick-Step Alpha Vinyl | + 0"       |
| 3. | Aleksandr Vlasov   | Bora-Hansgrohe         | + 0"       |
| 4. | David Gaudu        | Groupama-FDJ           | + 0"       |
| 5. | Enric Mas          | Movistar Team          | + 0"       |
| 6. | Pierre Latour      | TotalEnergies          | + 0"       |
| 7. | Primož Roglič      | Jumbo-Visma            | + 0"       |
| 8. | Jon Izagirre       | Cofidis                | + 0"       |
| 9. | Jonas Vingegaard   | Jumbo-Visma            | + 0"       |
| 10. | Rigoberto Urán     | EF Education-EasyPost  | + 0"       |

| \| Samlede stilling \| Samlede stilling \| Samlede stilling \| Samlede stilling \| Samlede stilling \| \| Rytter \| Rytter \| Hold \| Tid \| \| \| ---------------- \| ------------------ \| ---------------------- \| ---------------- \| ---------------- \| \| 1. \| Primož Roglič \| Jumbo-Visma \| 9t 49' 47" \| \| \| 2. \| Remco Evenepoel \| Quick-Step Alpha Vinyl \| + 5" \| \| \| 3. \| Aleksandr Vlasov \| Bora-Hansgrohe \| + 14" \| \| \| 4. \| Adam Yates \| Ineos Grenadiers \| + 18" \| \| \| 5. \| Pello Bilbao \| Bahrain Victorious \| + 19" \| \| \| 6. \| Jonas Vingegaard \| Jumbo-Visma \| + 19" \| \| \| 7. \| Jon Izagirre \| Cofidis \| + 20" \| \| \| 8. \| Daniel Martínez \| Ineos Grenadiers \| + 21" \| \| \| 9. \| Pierre Latour \| TotalEnergies \| + 25" \| \| \| 10. \| Julian Alaphilippe \| Quick-Step Alpha Vinyl \| + 28" \| \| |                    |                        |            |
| |                    |                        |            |
| Kilde: ProCyclingStats |                    |                        |            |
| Samlede stilling |                    |                        |            |
| Rytter | Rytter             | Hold                   | Tid        |
| 1. | Primož Roglič      | Jumbo-Visma            | 9t 49' 47" |
| 2. | Remco Evenepoel    | Quick-Step Alpha Vinyl | + 5"       |
| 3. | Aleksandr Vlasov   | Bora-Hansgrohe         | + 14"      |
| 4. | Adam Yates         | Ineos Grenadiers       | + 18"      |
| 5. | Pello Bilbao       | Bahrain Victorious     | + 19"      |
| 6. | Jonas Vingegaard   | Jumbo-Visma            | + 19"      |
| 7. | Jon Izagirre       | Cofidis                | + 20"      |
| 8. | Daniel Martínez    | Ineos Grenadiers       | + 21"      |
| 9. | Pierre Latour      | TotalEnergies          | + 25"      |
| 10. | Julian Alaphilippe | Quick-Step Alpha Vinyl | + 28"      |

### 4. etape
| Vitoria-Gasteiz - Zamudio | middel bjergetape | (185,6 km) |

| \| Etaperesultat \| Etaperesultat \| Etaperesultat \| Etaperesultat \| Etaperesultat \| \| Rytter \| Rytter \| Hold \| Tid \| \| \| ------------- \| ------------------ \| ---------------------- \| ------------- \| ------------- \| \| 1. \| Daniel Martínez \| Ineos Grenadiers \| 4t 15' 23" \| \| \| 2. \| Julian Alaphilippe \| Quick-Step Alpha Vinyl \| + 0" \| \| \| 3. \| Diego Ulissi \| UAE Team Emirates \| + 0" \| \| \| 4. \| Primož Roglič \| Jumbo-Visma \| + 0" \| \| \| 5. \| Pello Bilbao \| Bahrain Victorious \| + 0" \| \| \| 6. \| Orluis Aular \| Caja Rural-Seguros RGA \| + 0" \| \| \| 7. \| Ruben Guerreiro \| EF Education-EasyPost \| + 0" \| \| \| 8. \| Rudy Molard \| Groupama-FDJ \| + 0" \| \| \| 9. \| Aleksandr Vlasov \| Bora-Hansgrohe \| + 0" \| \| \| 10. \| Gianluca Brambilla \| Trek-Segafredo \| + 0" \| \| |                    |                        |            |
| |                    |                        |            |
| Kilde: ProCyclingStats |                    |                        |            |
| Etaperesultat |                    |                        |            |
| Rytter | Rytter             | Hold                   | Tid        |
| 1. | Daniel Martínez    | Ineos Grenadiers       | 4t 15' 23" |
| 2. | Julian Alaphilippe | Quick-Step Alpha Vinyl | + 0"       |
| 3. | Diego Ulissi       | UAE Team Emirates      | + 0"       |
| 4. | Primož Roglič      | Jumbo-Visma            | + 0"       |
| 5. | Pello Bilbao       | Bahrain Victorious     | + 0"       |
| 6. | Orluis Aular       | Caja Rural-Seguros RGA | + 0"       |
| 7. | Ruben Guerreiro    | EF Education-EasyPost  | + 0"       |
| 8. | Rudy Molard        | Groupama-FDJ           | + 0"       |
| 9. | Aleksandr Vlasov   | Bora-Hansgrohe         | + 0"       |
| 10. | Gianluca Brambilla | Trek-Segafredo         | + 0"       |

| \| Samlede stilling \| Samlede stilling \| Samlede stilling \| Samlede stilling \| Samlede stilling \| \| Rytter \| Rytter \| Hold \| Tid \| \| \| ---------------- \| ------------------ \| ---------------------- \| ---------------- \| ---------------- \| \| 1. \| Primož Roglič \| Jumbo-Visma \| 14t 05' 10" \| \| \| 2. \| Remco Evenepoel \| Quick-Step Alpha Vinyl \| + 5" \| \| \| 3. \| Daniel Martínez \| Ineos Grenadiers \| + 11" \| \| \| 4. \| Aleksandr Vlasov \| Bora-Hansgrohe \| + 14" \| \| \| 5. \| Adam Yates \| Ineos Grenadiers \| + 18" \| \| \| 6. \| Pello Bilbao \| Bahrain Victorious \| + 19" \| \| \| 7. \| Jonas Vingegaard \| Jumbo-Visma \| + 19" \| \| \| 8. \| Jon Izagirre \| Cofidis \| + 20" \| \| \| 9. \| Julian Alaphilippe \| Quick-Step Alpha Vinyl \| + 22" \| \| \| 10. \| David Gaudu \| Groupama-FDJ \| + 32" \| \| |                    |                        |             |
| |                    |                        |             |
| Kilde: ProCyclingStats |                    |                        |             |
| Samlede stilling |                    |                        |             |
| Rytter | Rytter             | Hold                   | Tid         |
| 1. | Primož Roglič      | Jumbo-Visma            | 14t 05' 10" |
| 2. | Remco Evenepoel    | Quick-Step Alpha Vinyl | + 5"        |
| 3. | Daniel Martínez    | Ineos Grenadiers       | + 11"       |
| 4. | Aleksandr Vlasov   | Bora-Hansgrohe         | + 14"       |
| 5. | Adam Yates         | Ineos Grenadiers       | + 18"       |
| 6. | Pello Bilbao       | Bahrain Victorious     | + 19"       |
| 7. | Jonas Vingegaard   | Jumbo-Visma            | + 19"       |
| 8. | Jon Izagirre       | Cofidis                | + 20"       |
| 9. | Julian Alaphilippe | Quick-Step Alpha Vinyl | + 22"       |
| 10. | David Gaudu        | Groupama-FDJ           | + 32"       |

### 5. etape
| Zamudio - Mallabia | bjergetape | (163,7 km) |

| \| Etaperesultat \| Etaperesultat \| Etaperesultat \| Etaperesultat \| Etaperesultat \| \| Rytter \| Rytter \| Hold \| Tid \| \| \| ------------- \| ---------------- \| ---------------------- \| ------------- \| ------------- \| \| 1. \| Carlos Rodríguez \| Ineos Grenadiers \| 4t 07' 09" \| \| \| 2. \| Daniel Martínez \| Ineos Grenadiers \| + 7" \| \| \| 3. \| Remco Evenepoel \| Quick-Step Alpha Vinyl \| + 9" \| \| \| 4. \| Jon Izagirre \| Cofidis \| + 11" \| \| \| 5. \| Enric Mas \| Movistar Team \| + 11" \| \| \| 6. \| Pello Bilbao \| Bahrain Victorious \| + 13" \| \| \| 7. \| Aleksandr Vlasov \| Bora-Hansgrohe \| + 18" \| \| \| 8. \| Jonas Vingegaard \| Jumbo-Visma \| + 20" \| \| \| 9. \| Marc Soler \| UAE Team Emirates \| + 38" \| \| \| 10. \| Fernando Barceló \| Caja Rural-Seguros RGA \| + 1' 07" \| \| |                  |                        |            |
| |                  |                        |            |
| Kilde: ProCyclingStats |                  |                        |            |
| Etaperesultat |                  |                        |            |
| Rytter | Rytter           | Hold                   | Tid        |
| 1. | Carlos Rodríguez | Ineos Grenadiers       | 4t 07' 09" |
| 2. | Daniel Martínez  | Ineos Grenadiers       | + 7"       |
| 3. | Remco Evenepoel  | Quick-Step Alpha Vinyl | + 9"       |
| 4. | Jon Izagirre     | Cofidis                | + 11"      |
| 5. | Enric Mas        | Movistar Team          | + 11"      |
| 6. | Pello Bilbao     | Bahrain Victorious     | + 13"      |
| 7. | Aleksandr Vlasov | Bora-Hansgrohe         | + 18"      |
| 8. | Jonas Vingegaard | Jumbo-Visma            | + 20"      |
| 9. | Marc Soler       | UAE Team Emirates      | + 38"      |
| 10. | Fernando Barceló | Caja Rural-Seguros RGA | + 1' 07"   |

| \| Samlede stilling \| Samlede stilling \| Samlede stilling \| Samlede stilling \| Samlede stilling \| \| Rytter \| Rytter \| Hold \| Tid \| \| \| ---------------- \| ---------------- \| ---------------------- \| ---------------- \| ---------------- \| \| 1. \| Remco Evenepoel \| Quick-Step Alpha Vinyl \| 18t 12' 29" \| \| \| 2. \| Daniel Martínez \| Ineos Grenadiers \| + 2" \| \| \| 3. \| Jon Izagirre \| Cofidis \| + 21" \| \| \| 4. \| Aleksandr Vlasov \| Bora-Hansgrohe \| + 22" \| \| \| 5. \| Pello Bilbao \| Bahrain Victorious \| + 22" \| \| \| 6. \| Jonas Vingegaard \| Jumbo-Visma \| + 29" \| \| \| 7. \| Enric Mas \| Movistar Team \| + 37" \| \| \| 8. \| Primož Roglič \| Jumbo-Visma \| + 1' 05" \| \| \| 9. \| Adam Yates \| Ineos Grenadiers \| + 1' 15" \| \| \| 10. \| Marc Soler \| UAE Team Emirates \| + 1' 30" \| \| |                  |                        |             |
| |                  |                        |             |
| Kilde: ProCyclingStats |                  |                        |             |
| Samlede stilling |                  |                        |             |
| Rytter | Rytter           | Hold                   | Tid         |
| 1. | Remco Evenepoel  | Quick-Step Alpha Vinyl | 18t 12' 29" |
| 2. | Daniel Martínez  | Ineos Grenadiers       | + 2"        |
| 3. | Jon Izagirre     | Cofidis                | + 21"       |
| 4. | Aleksandr Vlasov | Bora-Hansgrohe         | + 22"       |
| 5. | Pello Bilbao     | Bahrain Victorious     | + 22"       |
| 6. | Jonas Vingegaard | Jumbo-Visma            | + 29"       |
| 7. | Enric Mas        | Movistar Team          | + 37"       |
| 8. | Primož Roglič    | Jumbo-Visma            | + 1' 05"    |
| 9. | Adam Yates       | Ineos Grenadiers       | + 1' 15"    |
| 10. | Marc Soler       | UAE Team Emirates      | + 1' 30"    |

### 6. etape
| Eibar - Arrate | bjergetape | (135,6 km) |

| \| Etaperesultat \| Etaperesultat \| Etaperesultat \| Etaperesultat \| Etaperesultat \| \| Rytter \| Rytter \| Hold \| Tid \| \| \| ------------- \| ---------------- \| ---------------------- \| ------------- \| ------------- \| \| 1. \| Jon Izagirre \| Cofidis \| 3t 47' 07" \| \| \| 2. \| Aleksandr Vlasov \| Bora-Hansgrohe \| + 0" \| \| \| 3. \| Marc Soler \| UAE Team Emirates \| + 0" \| \| \| 4. \| Daniel Martínez \| Ineos Grenadiers \| + 0" \| \| \| 5. \| Jonas Vingegaard \| Jumbo-Visma \| + 3" \| \| \| 6. \| Pello Bilbao \| Bahrain Victorious \| + 13" \| \| \| 7. \| Remco Evenepoel \| Quick-Step Alpha Vinyl \| + 24" \| \| \| 8. \| Juan Pedro López \| Trek-Segafredo \| + 52" \| \| \| 9. \| Davide Formolo \| UAE Team Emirates \| + 1' 29" \| \| \| 10. \| Felix Gall \| AG2R Citroën Team \| + 1' 41" \| \| |                  |                        |            |
| |                  |                        |            |
| Kilde: ProCyclingStats |                  |                        |            |
| Etaperesultat |                  |                        |            |
| Rytter | Rytter           | Hold                   | Tid        |
| 1. | Jon Izagirre     | Cofidis                | 3t 47' 07" |
| 2. | Aleksandr Vlasov | Bora-Hansgrohe         | + 0"       |
| 3. | Marc Soler       | UAE Team Emirates      | + 0"       |
| 4. | Daniel Martínez  | Ineos Grenadiers       | + 0"       |
| 5. | Jonas Vingegaard | Jumbo-Visma            | + 3"       |
| 6. | Pello Bilbao     | Bahrain Victorious     | + 13"      |
| 7. | Remco Evenepoel  | Quick-Step Alpha Vinyl | + 24"      |
| 8. | Juan Pedro López | Trek-Segafredo         | + 52"      |
| 9. | Davide Formolo   | UAE Team Emirates      | + 1' 29"   |
| 10. | Felix Gall       | AG2R Citroën Team      | + 1' 41"   |

## Resultater
| \| Samlede stilling \| Samlede stilling \| Samlede stilling \| Samlede stilling \| Samlede stilling \| \| Rytter \| Rytter \| Hold \| Tid \| \| \| ---------------- \| --------------------- \| ---------------------- \| ---------------- \| ---------------- \| \| 1. \| Daniel Martínez \| Ineos Grenadiers \| 21t 59' 36" \| \| \| 2. \| Jon Izagirre \| Cofidis \| + 11" \| \| \| 3. \| Aleksandr Vlasov \| Bora-Hansgrohe \| + 16" \| \| \| 4. \| Remco Evenepoel \| Quick-Step Alpha Vinyl \| + 21" \| \| \| 5. \| Pello Bilbao \| Bahrain Victorious \| + 32" \| \| \| 6. \| Jonas Vingegaard \| Jumbo-Visma \| + 32" \| \| \| 7. \| Marc Soler \| UAE Team Emirates \| + 1' 26" \| \| \| 8. \| Primož Roglič \| Jumbo-Visma \| + 3' 18" \| \| \| 9. \| Enric Mas \| Movistar Team \| + 3' 55" \| \| \| 10. \| Rigoberto Urán \| EF Education-EasyPost \| + 5' 03" \| \| \| 11. \| Juan Pedro López \| Trek-Segafredo \| + 5' 24" \| \| \| 12. \| Felix Gall \| AG2R Citroën Team \| + 5' 58" \| \| \| 13. \| Michael Woods \| Israel-Premier Tech \| + 7' 16" \| \| \| 14. \| Diego Ulissi \| UAE Team Emirates \| + 7' 25" \| \| \| 15. \| Gianluca Brambilla \| Trek-Segafredo \| + 8' 02" \| \| \| 16. \| Steff Cras \| Lotto-Soudal \| + 8' 32" \| \| \| 17. \| Jonathan Lastra \| Caja Rural-Seguros RGA \| + 8' 43" \| \| \| 18. \| David Gaudu \| Groupama-FDJ \| + 8' 49" \| \| \| 19. \| Sébastien Reichenbach \| Groupama-FDJ \| + 8' 51" \| \| \| 20. \| Ruben Guerreiro \| EF Education-EasyPost \| + 12' 18" \| \| \| 21. \| Mikel Bizkarra \| Euskaltel-Euskadi \| + 13' 08" \| \| \| 22. \| Ben Tulett \| Ineos Grenadiers \| + 13' 25" \| \| \| 23. \| Daniel Navarro \| Burgos-BH \| + 14' 07" \| \| \| 24. \| Julian Alaphilippe \| Quick-Step Alpha Vinyl \| + 14' 08" \| \| \| 25. \| Alexis Vuillermoz \| TotalEnergies \| + 14' 21" \| \| |                       |                        |             |
| |                       |                        |             |
| Kilde: ProCyclingStats |                       |                        |             |
| Samlede stilling |                       |                        |             |
| Rytter | Rytter                | Hold                   | Tid         |
| 1. | Daniel Martínez       | Ineos Grenadiers       | 21t 59' 36" |
| 2. | Jon Izagirre          | Cofidis                | + 11"       |
| 3. | Aleksandr Vlasov      | Bora-Hansgrohe         | + 16"       |
| 4. | Remco Evenepoel       | Quick-Step Alpha Vinyl | + 21"       |
| 5. | Pello Bilbao          | Bahrain Victorious     | + 32"       |
| 6. | Jonas Vingegaard      | Jumbo-Visma            | + 32"       |
| 7. | Marc Soler            | UAE Team Emirates      | + 1' 26"    |
| 8. | Primož Roglič         | Jumbo-Visma            | + 3' 18"    |
| 9. | Enric Mas             | Movistar Team          | + 3' 55"    |
| 10. | Rigoberto Urán        | EF Education-EasyPost  | + 5' 03"    |
| 11. | Juan Pedro López      | Trek-Segafredo         | + 5' 24"    |
| 12. | Felix Gall            | AG2R Citroën Team      | + 5' 58"    |
| 13. | Michael Woods         | Israel-Premier Tech    | + 7' 16"    |
| 14. | Diego Ulissi          | UAE Team Emirates      | + 7' 25"    |
| 15. | Gianluca Brambilla    | Trek-Segafredo         | + 8' 02"    |
| 16. | Steff Cras            | Lotto-Soudal           | + 8' 32"    |
| 17. | Jonathan Lastra       | Caja Rural-Seguros RGA | + 8' 43"    |
| 18. | David Gaudu           | Groupama-FDJ           | + 8' 49"    |
| 19. | Sébastien Reichenbach | Groupama-FDJ           | + 8' 51"    |
| 20. | Ruben Guerreiro       | EF Education-EasyPost  | + 12' 18"   |
| 21. | Mikel Bizkarra        | Euskaltel-Euskadi      | + 13' 08"   |
| 22. | Ben Tulett            | Ineos Grenadiers       | + 13' 25"   |
| 23. | Daniel Navarro        | Burgos-BH              | + 14' 07"   |
| 24. | Julian Alaphilippe    | Quick-Step Alpha Vinyl | + 14' 08"   |
| 25. | Alexis Vuillermoz     | TotalEnergies          | + 14' 21"   |

| Samlede stilling | Samlede stilling      | Samlede stilling       | Samlede stilling | Samlede stilling |
| Rytter           | Rytter                | Hold                   | Tid              |                  |
| ---------------- | --------------------- | ---------------------- | ---------------- | ---------------- |
| 1.               | Daniel Martínez       | Ineos Grenadiers       | 21t 59' 36"      |                  |
| 2.               | Jon Izagirre          | Cofidis                | + 11"            |                  |
| 3.               | Aleksandr Vlasov      | Bora-Hansgrohe         | + 16"            |                  |
| 4.               | Remco Evenepoel       | Quick-Step Alpha Vinyl | + 21"            |                  |
| 5.               | Pello Bilbao          | Bahrain Victorious     | + 32"            |                  |
| 6.               | Jonas Vingegaard      | Jumbo-Visma            | + 32"            |                  |
| 7.               | Marc Soler            | UAE Team Emirates      | + 1' 26"         |                  |
| 8.               | Primož Roglič         | Jumbo-Visma            | + 3' 18"         |                  |
| 9.               | Enric Mas             | Movistar Team          | + 3' 55"         |                  |
| 10.              | Rigoberto Urán        | EF Education-EasyPost  | + 5' 03"         |                  |
| 11.              | Juan Pedro López      | Trek-Segafredo         | + 5' 24"         |                  |
| 12.              | Felix Gall            | AG2R Citroën Team      | + 5' 58"         |                  |
| 13.              | Michael Woods         | Israel-Premier Tech    | + 7' 16"         |                  |
| 14.              | Diego Ulissi          | UAE Team Emirates      | + 7' 25"         |                  |
| 15.              | Gianluca Brambilla    | Trek-Segafredo         | + 8' 02"         |                  |
| 16.              | Steff Cras            | Lotto-Soudal           | + 8' 32"         |                  |
| 17.              | Jonathan Lastra       | Caja Rural-Seguros RGA | + 8' 43"         |                  |
| 18.              | David Gaudu           | Groupama-FDJ           | + 8' 49"         |                  |
| 19.              | Sébastien Reichenbach | Groupama-FDJ           | + 8' 51"         |                  |
| 20.              | Ruben Guerreiro       | EF Education-EasyPost  | + 12' 18"        |                  |
| 21.              | Mikel Bizkarra        | Euskaltel-Euskadi      | + 13' 08"        |                  |
| 22.              | Ben Tulett            | Ineos Grenadiers       | + 13' 25"        |                  |
| 23.              | Daniel Navarro        | Burgos-BH              | + 14' 07"        |                  |
| 24.              | Julian Alaphilippe    | Quick-Step Alpha Vinyl | + 14' 08"        |                  |
| 25.              | Alexis Vuillermoz     | TotalEnergies          | + 14' 21"        |                  |

| Pointkonkurrence | Pointkonkurrence   | Pointkonkurrence       | Pointkonkurrence | Pointkonkurrence |
| Rytter           | Rytter             | Hold                   | Point            |                  |
| ---------------- | ------------------ | ---------------------- | ---------------- | ---------------- |
| 1.               | Daniel Martínez    | Ineos Grenadiers       | 74 point         |                  |
| 2.               | Julian Alaphilippe | Quick-Step Alpha Vinyl | 65 point         |                  |
| 3.               | Remco Evenepoel    | Quick-Step Alpha Vinyl | 65 point         |                  |
| 4.               | Aleksandr Vlasov   | Bora-Hansgrohe         | 62 point         |                  |
| 5.               | Pello Bilbao       | Bahrain Victorious     | 61 point         |                  |
| 6.               | Jon Izagirre       | Cofidis                | 57 point         |                  |
| 7.               | Primož Roglič      | Jumbo-Visma            | 56 point         |                  |
| 8.               | Marc Soler         | UAE Team Emirates      | 45 point         |                  |
| 9.               | Jonas Vingegaard   | Jumbo-Visma            | 38 point         |                  |
| 10.              | Carlos Rodríguez   | Ineos Grenadiers       | 37 point         |                  |

| Pointkonkurrence | Pointkonkurrence   | Pointkonkurrence       | Pointkonkurrence | Pointkonkurrence |
| Rytter           | Rytter             | Hold                   | Point            |                  |
| ---------------- | ------------------ | ---------------------- | ---------------- | ---------------- |
| 1.               | Daniel Martínez    | Ineos Grenadiers       | 74 point         |                  |
| 2.               | Julian Alaphilippe | Quick-Step Alpha Vinyl | 65 point         |                  |
| 3.               | Remco Evenepoel    | Quick-Step Alpha Vinyl | 65 point         |                  |
| 4.               | Aleksandr Vlasov   | Bora-Hansgrohe         | 62 point         |                  |
| 5.               | Pello Bilbao       | Bahrain Victorious     | 61 point         |                  |
| 6.               | Jon Izagirre       | Cofidis                | 57 point         |                  |
| 7.               | Primož Roglič      | Jumbo-Visma            | 56 point         |                  |
| 8.               | Marc Soler         | UAE Team Emirates      | 45 point         |                  |
| 9.               | Jonas Vingegaard   | Jumbo-Visma            | 38 point         |                  |
| 10.              | Carlos Rodríguez   | Ineos Grenadiers       | 37 point         |                  |

| Bjergkonkurrence | Bjergkonkurrence   | Bjergkonkurrence   | Bjergkonkurrence | Bjergkonkurrence |
| Rytter           | Rytter             | Hold               | Point            |                  |
| ---------------- | ------------------ | ------------------ | ---------------- | ---------------- |
| 1.               | Cristián Rodríguez | TotalEnergies      | 40 point         |                  |
| 2.               | Davide Formolo     | UAE Team Emirates  | 38 point         |                  |
| 3.               | Jonas Vingegaard   | Jumbo-Visma        | 17 point         |                  |
| 4.               | Daniel Martínez    | Ineos Grenadiers   | 12 point         |                  |
| 5.               | Ibon Ruiz          | Equipo Kern Pharma | 12 point         |                  |
| 6.               | Marc Soler         | UAE Team Emirates  | 12 point         |                  |
| 7.               | Carlos Rodríguez   | Ineos Grenadiers   | 10 point         |                  |
| 8.               | Geraint Thomas     | Ineos Grenadiers   | 10 point         |                  |
| 9.               | Tony Gallopin      | Trek-Segafredo     | 10 point         |                  |
| 10.              | Jon Izagirre       | Cofidis            | 9 point          |                  |

| Bjergkonkurrence | Bjergkonkurrence   | Bjergkonkurrence   | Bjergkonkurrence | Bjergkonkurrence |
| Rytter           | Rytter             | Hold               | Point            |                  |
| ---------------- | ------------------ | ------------------ | ---------------- | ---------------- |
| 1.               | Cristián Rodríguez | TotalEnergies      | 40 point         |                  |
| 2.               | Davide Formolo     | UAE Team Emirates  | 38 point         |                  |
| 3.               | Jonas Vingegaard   | Jumbo-Visma        | 17 point         |                  |
| 4.               | Daniel Martínez    | Ineos Grenadiers   | 12 point         |                  |
| 5.               | Ibon Ruiz          | Equipo Kern Pharma | 12 point         |                  |
| 6.               | Marc Soler         | UAE Team Emirates  | 12 point         |                  |
| 7.               | Carlos Rodríguez   | Ineos Grenadiers   | 10 point         |                  |
| 8.               | Geraint Thomas     | Ineos Grenadiers   | 10 point         |                  |
| 9.               | Tony Gallopin      | Trek-Segafredo     | 10 point         |                  |
| 10.              | Jon Izagirre       | Cofidis            | 9 point          |                  |

| Ungdomskonkurrence | Ungdomskonkurrence | Ungdomskonkurrence     | Ungdomskonkurrence | Ungdomskonkurrence |
| Rytter             | Rytter             | Hold                   | Tid                |                    |
| ------------------ | ------------------ | ---------------------- | ------------------ | ------------------ |
| 1.                 | Remco Evenepoel    | Quick-Step Alpha Vinyl | 21t 59' 57"        |                    |
| 2.                 | Juan Pedro López   | Trek-Segafredo         | + 5' 03"           |                    |
| 3.                 | Felix Gall         | AG2R Citroën Team      | + 5' 37"           |                    |
| 4.                 | Ben Tulett         | Ineos Grenadiers       | + 13' 04"          |                    |
| 5.                 | Carlos Rodríguez   | Ineos Grenadiers       | + 14' 41"          |                    |
| 6.                 | Andreas Leknessund | Team DSM               | + 16' 17"          |                    |
| 7.                 | Igor Arrieta       | Equipo Kern Pharma     | + 23' 38"          |                    |
| 8.                 | Gino Mäder         | Bahrain Victorious     | + 29' 21"          |                    |
| 9.                 | Mauri Vansevenant  | Quick-Step Alpha Vinyl | + 36' 33"          |                    |
| 10.                | Ibon Ruiz          | Equipo Kern Pharma     | + 51' 00"          |                    |

| Ungdomskonkurrence | Ungdomskonkurrence | Ungdomskonkurrence     | Ungdomskonkurrence | Ungdomskonkurrence |
| Rytter             | Rytter             | Hold                   | Tid                |                    |
| ------------------ | ------------------ | ---------------------- | ------------------ | ------------------ |
| 1.                 | Remco Evenepoel    | Quick-Step Alpha Vinyl | 21t 59' 57"        |                    |
| 2.                 | Juan Pedro López   | Trek-Segafredo         | + 5' 03"           |                    |
| 3.                 | Felix Gall         | AG2R Citroën Team      | + 5' 37"           |                    |
| 4.                 | Ben Tulett         | Ineos Grenadiers       | + 13' 04"          |                    |
| 5.                 | Carlos Rodríguez   | Ineos Grenadiers       | + 14' 41"          |                    |
| 6.                 | Andreas Leknessund | Team DSM               | + 16' 17"          |                    |
| 7.                 | Igor Arrieta       | Equipo Kern Pharma     | + 23' 38"          |                    |
| 8.                 | Gino Mäder         | Bahrain Victorious     | + 29' 21"          |                    |
| 9.                 | Mauri Vansevenant  | Quick-Step Alpha Vinyl | + 36' 33"          |                    |
| 10.                | Ibon Ruiz          | Equipo Kern Pharma     | + 51' 00"          |                    |

### Holdkonkurrencen
| Holdkonkurrence | Holdkonkurrence        | Holdkonkurrence | Holdkonkurrence |
| Hold            | Hold                   | Tid             |                 |
| --------------- | ---------------------- | --------------- | --------------- |
| 1.              | Ineos Grenadiers       | 66t 20' 44"     |                 |
| 2.              | UAE Team Emirates      | + 1' 16"        |                 |
| 3.              | Jumbo-Visma            | + 11' 25"       |                 |
| 4.              | Bahrain Victorious     | + 11' 47"       |                 |
| 5.              | Movistar Team          | + 13' 35"       |                 |
| 6.              | Groupama-FDJ           | + 18' 16"       |                 |
| 7.              | Trek-Segafredo         | + 22' 09"       |                 |
| 8.              | Quick-Step Alpha Vinyl | + 29' 24"       |                 |
| 9.              | Cofidis                | + 31' 30"       |                 |
| 10.             | Caja Rural-Seguros RGA | + 32' 47"       |                 |

## Hold og ryttere
| UCI WorldTeams (18)- AG2R Citroën Team - Astana Qazaqstan Team - Bahrain Victorious - Bora-Hansgrohe - Cofidis - EF Education-EasyPost - Groupama-FDJ - Ineos Grenadiers - Intermarché-Wanty-Gobert Matériaux - Israel-Premier Tech - Jumbo-Visma - Lotto-Soudal - Movistar Team - Quick-Step Alpha Vinyl - BikeExchange-Jayco - Team DSM - Trek-Segafredo - UAE Team Emirates UCI ProTeams (5)- TotalEnergies - Burgos-BH - Caja Rural-Seguros RGA - Equipo Kern Pharma - Euskaltel-Euskadi |
| |

### Danske ryttere
| Danske ryttere på startlisten |                  |                                    |           |
| Rygnummer                     | Rytter           | Hold                               | Placering |
| 7                             | Jonas Vingegaard | Team Jumbo-Visma                   | 6         |
| 87                            | Frederik Wandahl | Bora-Hansgrohe                     | OTL-6     |
| 113                           | Julius Johansen  | Intermarché-Wanty-Gobert Matériaux | DNS-3     |

* DNF = gennemførte ikke

* DNS = stille ikke til start

* OTL = kom ikke i mål indenfor tidsgrænsen

### Startliste
| Jumbo-Visma TJV | Jumbo-Visma TJV        | Jumbo-Visma TJV |
| --------------- | ---------------------- | --------------- |
| Nr.             | Rytter                 | Placering       |
| 1               | Primož Roglič (SLO)    | 8.              |
| 2               | Gijs Leemreize (NED)   | 53.             |
| 3               | Chris Harper (AUS)     | DNF-5           |
| 4               | Sepp Kuss (USA)        | HD-6            |
| 5               | Pascal Eenkhoorn (NED) | HD-6            |
| 6               | Milan Vader (NED)      | DNF-6           |
| 7               | Jonas Vingegaard (DEN) | 6.              |

| Bahrain Victorious TBV | Bahrain Victorious TBV    | Bahrain Victorious TBV |
| ---------------------- | ------------------------- | ---------------------- |
| Nr.                    | Rytter                    | Placering              |
| 11                     | Pello Bilbao (ESP)        | 5.                     |
| 12                     | Yukiya Arashiro (JPN)     | HD-6                   |
| 13                     | Gino Mäder (SUI)          | 40.                    |
| 14                     | Domen Novak (SLO)         | 43.                    |
| 15                     | Luis León Sánchez (ESP)   | DNF-6                  |
| 16                     | Hermann Pernsteiner (AUT) | 44.                    |
| 17                     | Edoardo Zambanini (ITA)   | HD-6                   |

| UAE Team Emirates UAD | UAE Team Emirates UAD | UAE Team Emirates UAD |
| --------------------- | --------------------- | --------------------- |
| Nr.                   | Rytter                | Placering             |
| 21                    | Alessandro Covi (ITA) | DNF-6                 |
| 22                    | George Bennett (NZL)  | DNS-3                 |
| 23                    | Jan Polanc (SLO)      | DNF-6                 |
| 24                    | Davide Formolo (ITA)  | 38.                   |
| 25                    | Rafał Majka (POL)     | 35.                   |
| 26                    | Diego Ulissi (ITA)    | 14.                   |
| 27                    | Marc Soler (ESP)      | 7.                    |

| Astana Qazaqstan Team AST | Astana Qazaqstan Team AST   | Astana Qazaqstan Team AST |
| ------------------------- | --------------------------- | ------------------------- |
| Nr.                       | Rytter                      | Placering                 |
| 31                        | Stefan de Bod (RSA)         | HD-6                      |
| 32                        | Sebastián Henao (COL)       | 33.                       |
| 33                        | Jurij Natarov (KAZ)         | DNF-6                     |
| 34                        | Antonio Nibali (ITA)        | DNF-6                     |
| 35                        | Aljaksandr Rabusjenka (BLR) | DNF-5                     |
| 36                        | Javier Romo (ESP)           | DNF-2                     |
| 37                        | Andrej Zejts (KAZ)          | HD-6                      |

| Quick-Step Alpha Vinyl QST | Quick-Step Alpha Vinyl QST          | Quick-Step Alpha Vinyl QST |
| -------------------------- | ----------------------------------- | -------------------------- |
| Nr.                        | Rytter                              | Placering                  |
| 41                         | Julian Alaphilippe (FRA) (landevej) | 24.                        |
| 42                         | Rémi Cavagna (FRA) (landevej)       | DNF-6                      |
| 43                         | Dries Devenyns (BEL)                | DNF-6                      |
| 44                         | Remco Evenepoel (BEL)               | 24.                        |
| 45                         | James Knox (GBR)                    | DNF-6                      |
| 46                         | Mauri Vansevenant (BEL)             | 46.                        |

| Movistar Team MOV | Movistar Team MOV       | Movistar Team MOV |
| ----------------- | ----------------------- | ----------------- |
| Nr.               | Rytter                  | Placering         |
| 51                | Enric Mas (ESP)         | 9.                |
| 52                | Gorka Izagirre (ESP)    | 30.               |
| 53                | Gregor Mühlberger (AUT) | 45.               |
| 54                | Nelson Oliveira (POR)   | DNF-6             |
| 55                | Antonio Pedrero (ESP)   | HD-6              |
| 56                | Óscar Rodríguez (ESP)   | 47.               |
| 57                | Sergio Samitier (ESP)   | 54.               |

| Ineos Grenadiers IGD | Ineos Grenadiers IGD                | Ineos Grenadiers IGD |
| -------------------- | ----------------------------------- | -------------------- |
| Nr.                  | Rytter                              | Placering            |
| 61                   | Omar Fraile (ESP) (landevej)        | HD-6                 |
| 62                   | Tao Geoghegan Hart (GBR)            | 29.                  |
| 63                   | Daniel Martínez (COL) (enkeltstart) | 1.                   |
| 64                   | Carlos Rodríguez (ESP)              | 26.                  |
| 65                   | Geraint Thomas (GBR)                | 39.                  |
| 66                   | Ben Tulett (GBR)                    | 22.                  |
| 67                   | Adam Yates (GBR)                    | DNF-6                |

| Cofidis COF | Cofidis COF                      | Cofidis COF |
| ----------- | -------------------------------- | ----------- |
| Nr.         | Rytter                           | Placering   |
| 71          | Jon Izagirre (ESP) (enkeltstart) | 2.          |
| 72          | André Carvalho (POR)             | DNF-5       |
| 73          | Rubén Fernández (ESP)            | HD-6        |
| 74          | Simon Geschke (GER)              | 27.         |
| 75          | José Herrada (ESP)               | HD-6        |
| 76          | Victor Lafay (FRA)               | DNF-6       |
| 77          | Thomas Champion (FRA)            | HD-6        |

| Bora-Hansgrohe BOH | Bora-Hansgrohe BOH                   | Bora-Hansgrohe BOH |
| ------------------ | ------------------------------------ | ------------------ |
| Nr.                | Rytter                               | Placering          |
| 81                 | Emanuel Buchmann (GER)               | DNF-6              |
| 82                 | Felix Großschartner (AUT)            | HD-6               |
| 83                 | Sergio Higuita (COL) (landevej)      | DNF-5              |
| 84                 | Lennard Kämna (GER)                  | DNF-6              |
| 86                 | Aleksandr Vlasov (RUS) (enkeltstart) | 3.                 |
| 87                 | Frederik Wandahl (DEN)               | HD-6               |

| BikeExchange-Jayco BEX | BikeExchange-Jayco BEX | BikeExchange-Jayco BEX |
| ---------------------- | ---------------------- | ---------------------- |
| Nr.                    | Rytter                 | Placering              |
| 91                     | Lucas Hamilton (AUS)   | DNF-5                  |
| 92                     | Tsgabu Grmay (ETH)     | DNF-6                  |
| 93                     | Jesús David Peña (COL) | DNF-3                  |
| 94                     | Tanel Kangert (EST)    | DNF-6                  |
| 95                     | Jack Bauer (NZL)       | HD-6                   |
| 96                     | Nick Schultz (AUS)     | DNF-6                  |
| 97                     | Jan Maas (NED)         | DNF-5                  |

| TotalEnergies TEN | TotalEnergies TEN        | TotalEnergies TEN |
| ----------------- | ------------------------ | ----------------- |
| Nr.               | Rytter                   | Placering         |
| 101               | Jérémy Cabot (FRA)       | 52.               |
| 102               | Fabien Doubey (FRA)      | 49.               |
| 103               | Fabien Grellier (FRA)    | HD-6              |
| 104               | Alan Jousseaume (FRA)    | DNF-6             |
| 105               | Pierre Latour (FRA)      | DNS-5             |
| 106               | Cristián Rodríguez (ESP) | 41.               |
| 107               | Alexis Vuillermoz (FRA)  | 25.               |

| Intermarché-Wanty-Gobert Matériaux IWG | Intermarché-Wanty-Gobert Matériaux IWG | Intermarché-Wanty-Gobert Matériaux IWG |
| -------------------------------------- | -------------------------------------- | -------------------------------------- |
| Nr.                                    | Rytter                                 | Placering                              |
| 111                                    | Kobe Goossens (BEL)                    | DNF-5                                  |
| 112                                    | Quinten Hermans (BEL)                  | DNF-4                                  |
| 113                                    | Julius Johansen (DEN)                  | DNS-3                                  |
| 114                                    | Laurens Huys (BEL)                     | DNF-3                                  |
| 115                                    | Hugo Page (FRA)                        | DNF-3                                  |
| 116                                    | Kevin Van Melsen (BEL)                 | DNS-2                                  |
| 117                                    | Théo Delacroix (FRA)                   | DNF-5                                  |

| Team DSM DSM | Team DSM DSM             | Team DSM DSM |
| ------------ | ------------------------ | ------------ |
| Nr.          | Rytter                   | Placering    |
| 121          | Romain Combaud (FRA)     | HD-6         |
| 122          | Mark Donovan (GBR)       | DNS-5        |
| 123          | Leon Heinschke (GER)     | DNF-6        |
| 124          | Andreas Leknessund (NOR) | 28.          |
| 125          | Tim Naberman (NED)       | DNF-6        |
| 126          | Florian Stork (GER)      | DNS-5        |
| 127          | Martijn Tusveld (NED)    | HD-6         |

| Caja Rural-Seguros RGA CJR | Caja Rural-Seguros RGA CJR     | Caja Rural-Seguros RGA CJR |
| -------------------------- | ------------------------------ | -------------------------- |
| Nr.                        | Rytter                         | Placering                  |
| 131                        | Mikel Nieve (ESP)              | DNS-6                      |
| 132                        | Jonathan Lastra (ESP)          | 17.                        |
| 133                        | Julen Amezqueta (ESP)          | DNS-5                      |
| 134                        | Orluis Aular (VEN)             | HD-6                       |
| 135                        | Fernando Barceló (ESP)         | 31.                        |
| 136                        | Jefferson Alveiro Cepeda (ECU) | DNF-6                      |
| 137                        | Jokin Murguialday (ESP)        | HD-6                       |

| AG2R Citroën Team ACT | AG2R Citroën Team ACT        | AG2R Citroën Team ACT |
| --------------------- | ---------------------------- | --------------------- |
| Nr.                   | Rytter                       | Placering             |
| 141                   | Clément Champoussin (FRA)    | DNS-1                 |
| 142                   | Felix Gall (AUT)             | 12.                   |
| 143                   | Paul Lapeira (FRA)           | DNF-3                 |
| 144                   | Aurélien Paret-Peintre (FRA) | 37.                   |
| 145                   | Valentin Paret-Peintre (FRA) | DNS-3                 |
| 146                   | Nicolas Prodhomme (FRA)      | HD-6                  |
| 147                   | Andrea Vendrame (ITA)        | DNS-6                 |

| Israel-Premier Tech IPT | Israel-Premier Tech IPT    | Israel-Premier Tech IPT |
| ----------------------- | -------------------------- | ----------------------- |
| Nr.                     | Rytter                     | Placering               |
| 151                     | Sebastian Berwick (AUS)    | DNS-5                   |
| 152                     | Alexander Cataford (CAN)   | DNF-6                   |
| 153                     | Alessandro De Marchi (ITA) | HD-6                    |
| 155                     | Hugo Houle (CAN)           | 50.                     |
| 156                     | James Piccoli (CAN)        | HD-6                    |
| 157                     | Michael Woods (CAN)        | 13.                     |

| Groupama-FDJ GFC | Groupama-FDJ GFC                     | Groupama-FDJ GFC |
| ---------------- | ------------------------------------ | ---------------- |
| Nr.              | Rytter                               | Placering        |
| 161              | David Gaudu (FRA)                    | 18.              |
| 162              | Bruno Armirail (FRA)                 | 36.              |
| 163              | Ignatas Konovalovas (LTU) (landevej) | DNF-4            |
| 164              | Antoine Duchesne (CAN)               | HD-6             |
| 165              | Rudy Molard (FRA)                    | 32.              |
| 166              | Sébastien Reichenbach (SUI)          | 19.              |
| 167              | Anthony Roux (FRA)                   | HD-6             |

| Burgos-BH BBH | Burgos-BH BBH            | Burgos-BH BBH |
| ------------- | ------------------------ | ------------- |
| Nr.           | Rytter                   | Placering     |
| 171           | Ander Okamika (ESP)      | HD-6          |
| 172           | Daniel Navarro (ESP)     | 23.           |
| 173           | Óscar Cabedo (ESP)       | HD-6          |
| 174           | Victor Langellotti (MON) | DNF-2         |
| 175           | Ángel Madrazo (ESP)      | HD-6          |
| 176           | Pelayo Sánchez (ESP)     | DNF-6         |
| 177           | Jetse Bol (NED)          | DNF-6         |

| Trek-Segafredo TFS | Trek-Segafredo TFS       | Trek-Segafredo TFS |
| ------------------ | ------------------------ | ------------------ |
| Nr.                | Rytter                   | Placering          |
| 181                | Julien Bernard (FRA)     | HD-6               |
| 182                | Tony Gallopin (FRA)      | 48.                |
| 183                | Gianluca Brambilla (ITA) | 15.                |
| 184                | Kenny Elissonde (FRA)    | HD-6               |
| 185                | Juan Pedro López (ESP)   | 11.                |
| 186                | Simon Pellaud (SUI)      | DNF-5              |
| 187                | Antwan Tolhoek (NED)     | DNF-4              |

| Euskaltel-Euskadi EUS | Euskaltel-Euskadi EUS  | Euskaltel-Euskadi EUS |
| --------------------- | ---------------------- | --------------------- |
| Nr.                   | Rytter                 | Placering             |
| 191                   | Xabier Azparren (ESP)  | HD-6                  |
| 192                   | Ibai Azurmendi (ESP)   | DNF-5                 |
| 193                   | Mikel Bizkarra (ESP)   | 21.                   |
| 194                   | Mikel Iturria (ESP)    | HD-6                  |
| 195                   | Asier Etxeberria (ESP) | HD-6                  |
| 196                   | Gotzon Martín (ESP)    | 42.                   |
| 197                   | Xabier Isasa (ESP)     | HD-6                  |

| Equipo Kern Pharma EKP | Equipo Kern Pharma EKP               | Equipo Kern Pharma EKP |
| ---------------------- | ------------------------------------ | ---------------------- |
| Nr.                    | Rytter                               | Placering              |
| 201                    | Héctor Carretero (ESP)               | DNF-5                  |
| 202                    | Roger Adrià (ESP)                    | DNF-6                  |
| 203                    | Jon Agirre (ESP)                     | DNF-6                  |
| 204                    | Diego López (ESP)                    | HD-6                   |
| 205                    | Daniel Alejandro Méndez Noreña (COL) | DNF-5                  |
| 206                    | Ibon Ruiz (ESP)                      | 51.                    |
| 207                    | Igor Arrieta (ESP)                   | 34.                    |

| EF Education-EasyPost EFE | EF Education-EasyPost EFE | EF Education-EasyPost EFE |
| ------------------------- | ------------------------- | ------------------------- |
| Nr.                       | Rytter                    | Placering                 |
| 211                       | Rigoberto Urán (COL)      | 10.                       |
| 212                       | Diego Camargo (COL)       | HD-6                      |
| 214                       | Ruben Guerreiro (POR)     | 20.                       |
| 215                       | Mark Padun (UKR)          | DNF-3                     |
| 216                       | James Shaw (GBR)          | HD-6                      |
| 217                       | Jonathan Caicedo (ECU)    | HD-6                      |

| Lotto-Soudal LTS | Lotto-Soudal LTS        | Lotto-Soudal LTS |
| ---------------- | ----------------------- | ---------------- |
| Nr.              | Rytter                  | Placering        |
| 221              | Filippo Conca (ITA)     | HD-6             |
| 222              | Steff Cras (BEL)        | 16.              |
| 224              | Sylvain Moniquet (BEL)  | HD-6             |
| 225              | Viktor Verschaeve (BEL) | DNF-5            |
| 226              | Harry Sweeny (AUS)      | DNF-2            |
| 227              | Maxim Van Gils (BEL)    | DNF-3            |

| Jumbo-Visma TJV | Jumbo-Visma TJV        | Jumbo-Visma TJV |
| --------------- | ---------------------- | --------------- |
| Nr.             | Rytter                 | Placering       |
| 1               | Primož Roglič (SLO)    | 8.              |
| 2               | Gijs Leemreize (NED)   | 53.             |
| 3               | Chris Harper (AUS)     | DNF-5           |
| 4               | Sepp Kuss (USA)        | HD-6            |
| 5               | Pascal Eenkhoorn (NED) | HD-6            |
| 6               | Milan Vader (NED)      | DNF-6           |
| 7               | Jonas Vingegaard (DEN) | 6.              |

| Bahrain Victorious TBV | Bahrain Victorious TBV    | Bahrain Victorious TBV |
| ---------------------- | ------------------------- | ---------------------- |
| Nr.                    | Rytter                    | Placering              |
| 11                     | Pello Bilbao (ESP)        | 5.                     |
| 12                     | Yukiya Arashiro (JPN)     | HD-6                   |
| 13                     | Gino Mäder (SUI)          | 40.                    |
| 14                     | Domen Novak (SLO)         | 43.                    |
| 15                     | Luis León Sánchez (ESP)   | DNF-6                  |
| 16                     | Hermann Pernsteiner (AUT) | 44.                    |
| 17                     | Edoardo Zambanini (ITA)   | HD-6                   |

| UAE Team Emirates UAD | UAE Team Emirates UAD | UAE Team Emirates UAD |
| --------------------- | --------------------- | --------------------- |
| Nr.                   | Rytter                | Placering             |
| 21                    | Alessandro Covi (ITA) | DNF-6                 |
| 22                    | George Bennett (NZL)  | DNS-3                 |
| 23                    | Jan Polanc (SLO)      | DNF-6                 |
| 24                    | Davide Formolo (ITA)  | 38.                   |
| 25                    | Rafał Majka (POL)     | 35.                   |
| 26                    | Diego Ulissi (ITA)    | 14.                   |
| 27                    | Marc Soler (ESP)      | 7.                    |

| Astana Qazaqstan Team AST | Astana Qazaqstan Team AST   | Astana Qazaqstan Team AST |
| ------------------------- | --------------------------- | ------------------------- |
| Nr.                       | Rytter                      | Placering                 |
| 31                        | Stefan de Bod (RSA)         | HD-6                      |
| 32                        | Sebastián Henao (COL)       | 33.                       |
| 33                        | Jurij Natarov (KAZ)         | DNF-6                     |
| 34                        | Antonio Nibali (ITA)        | DNF-6                     |
| 35                        | Aljaksandr Rabusjenka (BLR) | DNF-5                     |
| 36                        | Javier Romo (ESP)           | DNF-2                     |
| 37                        | Andrej Zejts (KAZ)          | HD-6                      |

| Quick-Step Alpha Vinyl QST | Quick-Step Alpha Vinyl QST          | Quick-Step Alpha Vinyl QST |
| -------------------------- | ----------------------------------- | -------------------------- |
| Nr.                        | Rytter                              | Placering                  |
| 41                         | Julian Alaphilippe (FRA) (landevej) | 24.                        |
| 42                         | Rémi Cavagna (FRA) (landevej)       | DNF-6                      |
| 43                         | Dries Devenyns (BEL)                | DNF-6                      |
| 44                         | Remco Evenepoel (BEL)               | 24.                        |
| 45                         | James Knox (GBR)                    | DNF-6                      |
| 46                         | Mauri Vansevenant (BEL)             | 46.                        |

| Movistar Team MOV | Movistar Team MOV       | Movistar Team MOV |
| ----------------- | ----------------------- | ----------------- |
| Nr.               | Rytter                  | Placering         |
| 51                | Enric Mas (ESP)         | 9.                |
| 52                | Gorka Izagirre (ESP)    | 30.               |
| 53                | Gregor Mühlberger (AUT) | 45.               |
| 54                | Nelson Oliveira (POR)   | DNF-6             |
| 55                | Antonio Pedrero (ESP)   | HD-6              |
| 56                | Óscar Rodríguez (ESP)   | 47.               |
| 57                | Sergio Samitier (ESP)   | 54.               |

| Ineos Grenadiers IGD | Ineos Grenadiers IGD                | Ineos Grenadiers IGD |
| -------------------- | ----------------------------------- | -------------------- |
| Nr.                  | Rytter                              | Placering            |
| 61                   | Omar Fraile (ESP) (landevej)        | HD-6                 |
| 62                   | Tao Geoghegan Hart (GBR)            | 29.                  |
| 63                   | Daniel Martínez (COL) (enkeltstart) | 1.                   |
| 64                   | Carlos Rodríguez (ESP)              | 26.                  |
| 65                   | Geraint Thomas (GBR)                | 39.                  |
| 66                   | Ben Tulett (GBR)                    | 22.                  |
| 67                   | Adam Yates (GBR)                    | DNF-6                |

| Cofidis COF | Cofidis COF                      | Cofidis COF |
| ----------- | -------------------------------- | ----------- |
| Nr.         | Rytter                           | Placering   |
| 71          | Jon Izagirre (ESP) (enkeltstart) | 2.          |
| 72          | André Carvalho (POR)             | DNF-5       |
| 73          | Rubén Fernández (ESP)            | HD-6        |
| 74          | Simon Geschke (GER)              | 27.         |
| 75          | José Herrada (ESP)               | HD-6        |
| 76          | Victor Lafay (FRA)               | DNF-6       |
| 77          | Thomas Champion (FRA)            | HD-6        |

| Bora-Hansgrohe BOH | Bora-Hansgrohe BOH                   | Bora-Hansgrohe BOH |
| ------------------ | ------------------------------------ | ------------------ |
| Nr.                | Rytter                               | Placering          |
| 81                 | Emanuel Buchmann (GER)               | DNF-6              |
| 82                 | Felix Großschartner (AUT)            | HD-6               |
| 83                 | Sergio Higuita (COL) (landevej)      | DNF-5              |
| 84                 | Lennard Kämna (GER)                  | DNF-6              |
| 86                 | Aleksandr Vlasov (RUS) (enkeltstart) | 3.                 |
| 87                 | Frederik Wandahl (DEN)               | HD-6               |

| BikeExchange-Jayco BEX | BikeExchange-Jayco BEX | BikeExchange-Jayco BEX |
| ---------------------- | ---------------------- | ---------------------- |
| Nr.                    | Rytter                 | Placering              |
| 91                     | Lucas Hamilton (AUS)   | DNF-5                  |
| 92                     | Tsgabu Grmay (ETH)     | DNF-6                  |
| 93                     | Jesús David Peña (COL) | DNF-3                  |
| 94                     | Tanel Kangert (EST)    | DNF-6                  |
| 95                     | Jack Bauer (NZL)       | HD-6                   |
| 96                     | Nick Schultz (AUS)     | DNF-6                  |
| 97                     | Jan Maas (NED)         | DNF-5                  |

| TotalEnergies TEN | TotalEnergies TEN        | TotalEnergies TEN |
| ----------------- | ------------------------ | ----------------- |
| Nr.               | Rytter                   | Placering         |
| 101               | Jérémy Cabot (FRA)       | 52.               |
| 102               | Fabien Doubey (FRA)      | 49.               |
| 103               | Fabien Grellier (FRA)    | HD-6              |
| 104               | Alan Jousseaume (FRA)    | DNF-6             |
| 105               | Pierre Latour (FRA)      | DNS-5             |
| 106               | Cristián Rodríguez (ESP) | 41.               |
| 107               | Alexis Vuillermoz (FRA)  | 25.               |

| Intermarché-Wanty-Gobert Matériaux IWG | Intermarché-Wanty-Gobert Matériaux IWG | Intermarché-Wanty-Gobert Matériaux IWG |
| -------------------------------------- | -------------------------------------- | -------------------------------------- |
| Nr.                                    | Rytter                                 | Placering                              |
| 111                                    | Kobe Goossens (BEL)                    | DNF-5                                  |
| 112                                    | Quinten Hermans (BEL)                  | DNF-4                                  |
| 113                                    | Julius Johansen (DEN)                  | DNS-3                                  |
| 114                                    | Laurens Huys (BEL)                     | DNF-3                                  |
| 115                                    | Hugo Page (FRA)                        | DNF-3                                  |
| 116                                    | Kevin Van Melsen (BEL)                 | DNS-2                                  |
| 117                                    | Théo Delacroix (FRA)                   | DNF-5                                  |

| Team DSM DSM | Team DSM DSM             | Team DSM DSM |
| ------------ | ------------------------ | ------------ |
| Nr.          | Rytter                   | Placering    |
| 121          | Romain Combaud (FRA)     | HD-6         |
| 122          | Mark Donovan (GBR)       | DNS-5        |
| 123          | Leon Heinschke (GER)     | DNF-6        |
| 124          | Andreas Leknessund (NOR) | 28.          |
| 125          | Tim Naberman (NED)       | DNF-6        |
| 126          | Florian Stork (GER)      | DNS-5        |
| 127          | Martijn Tusveld (NED)    | HD-6         |

| Caja Rural-Seguros RGA CJR | Caja Rural-Seguros RGA CJR     | Caja Rural-Seguros RGA CJR |
| -------------------------- | ------------------------------ | -------------------------- |
| Nr.                        | Rytter                         | Placering                  |
| 131                        | Mikel Nieve (ESP)              | DNS-6                      |
| 132                        | Jonathan Lastra (ESP)          | 17.                        |
| 133                        | Julen Amezqueta (ESP)          | DNS-5                      |
| 134                        | Orluis Aular (VEN)             | HD-6                       |
| 135                        | Fernando Barceló (ESP)         | 31.                        |
| 136                        | Jefferson Alveiro Cepeda (ECU) | DNF-6                      |
| 137                        | Jokin Murguialday (ESP)        | HD-6                       |

| AG2R Citroën Team ACT | AG2R Citroën Team ACT        | AG2R Citroën Team ACT |
| --------------------- | ---------------------------- | --------------------- |
| Nr.                   | Rytter                       | Placering             |
| 141                   | Clément Champoussin (FRA)    | DNS-1                 |
| 142                   | Felix Gall (AUT)             | 12.                   |
| 143                   | Paul Lapeira (FRA)           | DNF-3                 |
| 144                   | Aurélien Paret-Peintre (FRA) | 37.                   |
| 145                   | Valentin Paret-Peintre (FRA) | DNS-3                 |
| 146                   | Nicolas Prodhomme (FRA)      | HD-6                  |
| 147                   | Andrea Vendrame (ITA)        | DNS-6                 |

| Israel-Premier Tech IPT | Israel-Premier Tech IPT    | Israel-Premier Tech IPT |
| ----------------------- | -------------------------- | ----------------------- |
| Nr.                     | Rytter                     | Placering               |
| 151                     | Sebastian Berwick (AUS)    | DNS-5                   |
| 152                     | Alexander Cataford (CAN)   | DNF-6                   |
| 153                     | Alessandro De Marchi (ITA) | HD-6                    |
| 155                     | Hugo Houle (CAN)           | 50.                     |
| 156                     | James Piccoli (CAN)        | HD-6                    |
| 157                     | Michael Woods (CAN)        | 13.                     |

| Groupama-FDJ GFC | Groupama-FDJ GFC                     | Groupama-FDJ GFC |
| ---------------- | ------------------------------------ | ---------------- |
| Nr.              | Rytter                               | Placering        |
| 161              | David Gaudu (FRA)                    | 18.              |
| 162              | Bruno Armirail (FRA)                 | 36.              |
| 163              | Ignatas Konovalovas (LTU) (landevej) | DNF-4            |
| 164              | Antoine Duchesne (CAN)               | HD-6             |
| 165              | Rudy Molard (FRA)                    | 32.              |
| 166              | Sébastien Reichenbach (SUI)          | 19.              |
| 167              | Anthony Roux (FRA)                   | HD-6             |

| Burgos-BH BBH | Burgos-BH BBH            | Burgos-BH BBH |
| ------------- | ------------------------ | ------------- |
| Nr.           | Rytter                   | Placering     |
| 171           | Ander Okamika (ESP)      | HD-6          |
| 172           | Daniel Navarro (ESP)     | 23.           |
| 173           | Óscar Cabedo (ESP)       | HD-6          |
| 174           | Victor Langellotti (MON) | DNF-2         |
| 175           | Ángel Madrazo (ESP)      | HD-6          |
| 176           | Pelayo Sánchez (ESP)     | DNF-6         |
| 177           | Jetse Bol (NED)          | DNF-6         |

| Trek-Segafredo TFS | Trek-Segafredo TFS       | Trek-Segafredo TFS |
| ------------------ | ------------------------ | ------------------ |
| Nr.                | Rytter                   | Placering          |
| 181                | Julien Bernard (FRA)     | HD-6               |
| 182                | Tony Gallopin (FRA)      | 48.                |
| 183                | Gianluca Brambilla (ITA) | 15.                |
| 184                | Kenny Elissonde (FRA)    | HD-6               |
| 185                | Juan Pedro López (ESP)   | 11.                |
| 186                | Simon Pellaud (SUI)      | DNF-5              |
| 187                | Antwan Tolhoek (NED)     | DNF-4              |

| Euskaltel-Euskadi EUS | Euskaltel-Euskadi EUS  | Euskaltel-Euskadi EUS |
| --------------------- | ---------------------- | --------------------- |
| Nr.                   | Rytter                 | Placering             |
| 191                   | Xabier Azparren (ESP)  | HD-6                  |
| 192                   | Ibai Azurmendi (ESP)   | DNF-5                 |
| 193                   | Mikel Bizkarra (ESP)   | 21.                   |
| 194                   | Mikel Iturria (ESP)    | HD-6                  |
| 195                   | Asier Etxeberria (ESP) | HD-6                  |
| 196                   | Gotzon Martín (ESP)    | 42.                   |
| 197                   | Xabier Isasa (ESP)     | HD-6                  |

| Equipo Kern Pharma EKP | Equipo Kern Pharma EKP               | Equipo Kern Pharma EKP |
| ---------------------- | ------------------------------------ | ---------------------- |
| Nr.                    | Rytter                               | Placering              |
| 201                    | Héctor Carretero (ESP)               | DNF-5                  |
| 202                    | Roger Adrià (ESP)                    | DNF-6                  |
| 203                    | Jon Agirre (ESP)                     | DNF-6                  |
| 204                    | Diego López (ESP)                    | HD-6                   |
| 205                    | Daniel Alejandro Méndez Noreña (COL) | DNF-5                  |
| 206                    | Ibon Ruiz (ESP)                      | 51.                    |
| 207                    | Igor Arrieta (ESP)                   | 34.                    |

| EF Education-EasyPost EFE | EF Education-EasyPost EFE | EF Education-EasyPost EFE |
| ------------------------- | ------------------------- | ------------------------- |
| Nr.                       | Rytter                    | Placering                 |
| 211                       | Rigoberto Urán (COL)      | 10.                       |
| 212                       | Diego Camargo (COL)       | HD-6                      |
| 214                       | Ruben Guerreiro (POR)     | 20.                       |
| 215                       | Mark Padun (UKR)          | DNF-3                     |
| 216                       | James Shaw (GBR)          | HD-6                      |
| 217                       | Jonathan Caicedo (ECU)    | HD-6                      |

| Lotto-Soudal LTS | Lotto-Soudal LTS        | Lotto-Soudal LTS |
| ---------------- | ----------------------- | ---------------- |
| Nr.              | Rytter                  | Placering        |
| 221              | Filippo Conca (ITA)     | HD-6             |
| 222              | Steff Cras (BEL)        | 16.              |
| 224              | Sylvain Moniquet (BEL)  | HD-6             |
| 225              | Viktor Verschaeve (BEL) | DNF-5            |
| 226              | Harry Sweeny (AUS)      | DNF-2            |
| 227              | Maxim Van Gils (BEL)    | DNF-3            |